# Kingsdown, Swale
Kingsdown är en by i civil parish Lynsted with Kingsdown, i distriktet Swale, i grevskapet Kent, i England. Byn är belägen 17 km från Maidstone. Kingsdown var en civil parish fram till 1983 när blev den en del av Milstead & Kingsdown. Civil parish hade 54 invånare år 1961.